# Verbandsgemeinde Wörrstadt
La comunità amministrativa di Wörrstadt (Verbandsgemeinde Wörrstadt) si trova nel circondario di Alzey-Worms nella Renania-Palatinato, in Germania.

## Comuni
Fanno parte della comunità amministrativa i seguenti comuni:
| Comune, città              | Sup. (km²) | Abitanti |
| -------------------------- | ---------- | -------- |
| Armsheim                   | 10,05      | 2 493    |
| Ensheim                    | 3,93       | 480      |
| Gabsheim                   | 8,10       | 727      |
| Gau-Weinheim               | 3,91       | 595      |
| Partenheim                 | 8,42       | 1 603    |
| Saulheim                   | 18,94      | 8 085    |
| Schornsheim                | 8,91       | 1 624    |
| Spiesheim                  | 7,31       | 970      |
| Sulzheim                   | 6,07       | 1 233    |
| Udenheim                   | 7,97       | 1 317    |
| Vendersheim                | 4,17       | 550      |
| Wallertheim                | 8,10       | 1 718    |
| Wörrstadt, città           | 16,75      | 8 189    |
| Verbandsgemeinde Wörrstadt | 112,64     | 29 584   |

(Abitanti al 31 dicembre 2021)